# ゴグマゴグ
ゴグマゴグ（Gogmagog）は、イギリスがまだアルビオンと呼ばれていた頃の、太古のブリテン島に住んでいたと言われる巨人。『ブリタニア列王の事績』ではゲオマグス（Geomagus）と呼ばれている。
ジェフリー・オブ・モンマス著の『ブリタニア列王史』では、コーンウォール山の洞窟に棲む巨人達のリーダーとして登場する。ブルートゥス軍がブリテン島に上陸した時、ゴグマゴグ達は全力で抵抗したが、最終的にゴグマゴグ一人だけになり、ブルートゥス軍の副将軍コリネウスとの一騎討ちに敗れる。